# Francisco Rocha
Francisco Pedro de Conceição Rocha (* 9. April 1927) ist ein ehemaliger portugiesischer Fußballspieler auf der Position eines Abwehrspielers.

## Karriere
Francisco Pedro de Conceição Rocha wurde am 9. April 1927 und dürfte verschiedenen Quellen zufolge in der Saison 1948/49 als Spieler des Hauptstadtklubs Belenenses Lissabon sein Debüt in der höchsten portugiesischen Fußballliga gegeben haben. Drei Jahre davor hatte der Klub noch die portugiesische Meisterschaft gewonnen, was bis dato (Stand: 2021) auch der letzte Meistertitel in der Geschichte des Klubs war. Die Spielzeit 1948/49 beendete Rocha nach zwei Meisterschaftseinsätzen mit seiner Mannschaft auf dem dritten Tabellenplatz und kam in der darauffolgenden Spielzeit, in der er es nur auf einen Einsatz gebracht hatte, auf den vierten Rang. Auch in der Saison 1950/51 gehörte Rocha nicht zum Stammaufgebot seiner Mannschaft, schaffte es auf lediglich vier Ligaeinsätze und rangierte mit dem Team im Endklassement auf dem neunten Platz. Spätestens in der Spielzeit 1951/52 hatte es Rocha zur Stammkraft in der Abwehrreihe des Hauptstadtvereins gebracht. Nur ein einziges Meisterschaftsspiel hatte der in dieser Zeit von Fernando Vaz trainierte Rocha in dieser Saison verpasst und es in der Endtabelle auf den vierten Platz gebracht.
In der nachfolgenden Primeira Divisão 1952/53 hatten es die Lissaboner nicht nur auf den dritten Rang im Endklassement gebracht, sondern Rocha war erstmals auch in allen 26 Meisterschaftspartien im Einsatz gewesen und hatte am 14. Dezember 1952 sein erstes und gleichzeitig auch einziges Länderspiel für sein Heimatland in seiner Karriere absolviert. Beim Freundschaftsspiel gegen Argentinien in der portugiesischen Kleinstadt Oeiras kam Rocha in einer Halbzeit zum Einsatz; das Spiel endete in einer 1:3-Niederlage der Portugiesen. Nachdem der Defensivakteur auch 1953/54 als Stammkraft in allen 26 Ligaspielen zum Einsatz gekommen war und die Mannschaft die Saison auf dem vierten Platz abgeschlossen hatte, nahmen Rochas Einsatzzahlen in der Spielzeit 1954/55 deutlich ab. So kam der Abwehrspieler nur mehr in 13 von 26 möglich gewesenen Ligapartien zum Einsatz und dürfte danach seine Karriere beendet oder den Verein gewechselt haben. Bei Belenenses schien er in der nachfolgenden Saison nicht mehr im Kader auf.
Verschiedenen Quellen zufolge dürfte es Rocha von 1948 bis 1955 auf 97 für ihn persönlich torlose Meisterschaftseinsätze gebracht haben.

## Erfolge
- 1× Portugiesischer Vizemeister: 1954/55